# Celina Klimczak
Celina Maria Klimczak (ur. 30 maja 1916 w Krakowie, zm. 23 października 1977 w Łodzi) – polska aktorka teatralna, filmowa i telewizyjna.

## Życiorys
Była jedną z trzech córek Franciszka Klimczaka (ur. 7 września 1881 w Radziechowach koło Żywca), który urodził się w biednej i licznej rodzinie góralskiej. Matką była Maria Schwarzenberg-Czerny (ur. 21 marca 1886 w Krakowie, zm. 1957 w Krakowie). Celina Klimczak urodziła się w domu w Dębnikach na ulicy Zduńskiej 11, który został sprzedany w 1931 roku a następnie zamieszkała z rodziną na Sławkowskiej 1 (Dom Arcybractwa Miłosierdzia, w którym mieszkał kiedyś Goethe) w Krakowie.
W 1934 roku rodzina przeniosła się na Sienną 7. Jej ojcem chrzestnym był Bolesław Schwarzenberg-Czerny – brat matki. Do szkoły powszechnej w Krakowie zaczęła uczęszczać w roku szkolnym 1922/23. W roku 1926 zaczęła naukę gimnazjalną, a w 1934 zdała maturę w Krakowie w gimnazjum żeńskim im. Św. Urszuli ss. Urszulanek. Występowała w przedstawieniach szkolnych, w jednym z nich grała motyla zmieniającego się w królewicza. Z jej klasy wyszły trzy inne aktorki: Zofia Truszkowska, Irena Orska i Zofia Szamotówna. W 1934 zaczęła studia na wydziale filozoficznym Uniwersytetu Jagiellońskiego, gdzie studiowała romanistykę. Studia przerwała po pierwszym roku w 1935. Należała wtedy do Akademickiego Związku Morskiego i uzyskała stopień żeglarza śródlądowego w Trokach 10 sierpnia 1935; na tym samym obozie był Jerzy Putrament. W 1935 roku zdała eksternistycznie egzamin aktorski u Zelwerowicza w P.I.S.T, który namawiał ją do pozostania w szkole, ale postanowiła grać.
Umożliwiało to prawo angażowania się wydawane przez Związek Zawodowy Artystów Scen Polskich Z.A.S.P. W 1935 roku wystąpiła w przedstawieniu Stare Wino Szumi w Teatrze Miejskim im. Juliusza Słowackiego w Krakowie w roli Lissy; rolę główną grał Kazimierz Junosza-Stępowski. W roku 1936 zagrała w operze narodowej Krakowiacy i Górale Wojciecha Bogusławskiego. W 1937 roku pracowała w Teatrze Miejskim w Grodnie.  
Współpracowała wtedy z Teatru Artystów Cricot. W listopadzie 1937 brała udział w ich przedstawieniu Trójkąt i koło opartym na sztuce Niemy kanarek surrealistycznego autora Georges’a Ribemonta-Dessaignesa. W sezonie teatralnym 1938–1939 pracowała w Teatrze Objazdowym Ziemi Łuckiej w Łucku pod dyrekcją Janusza Strachockiego; teatr organizował przedstawienia objazdowe na Wołyniu. Jej pierwszą rolą tytułową była Dziewczyna z lasu. W sezonie 1938/39 zagrała m.in. w Szesnastolatce jako Irena w Teatrze Wołyńskim im. Juliusza Słowackiego razem ze Stanisławem Dąbrowskim. Aktor i historyk teatru, był jej długoletnim przyjacielem. Poznali się w Łucku, dedykował jej w 1940 zeszyty o tańcu i teatrze - Celince poświęcam i spisuję te strzępy myśli o tańcu i balecie. W czasie okupacji pracowała przez pewien czas w zakładzie fotograficznym aby nauczyć się retuszu i obróbki chemicznej zdjęć. Pracowała też w Radzie Głównej Opiekuńczej (RGO). Dostała wtedy przydział do pomocy na Dworcu Głównym w Krakowie gdzie pracowała w roli pielęgniarki. Robiła buty - espadryle. Brała udział w tajnych spotkaniach aktorów w Teatrze Cricot i brała lekcje rysunków. Od 20 stycznia 1945 do 31 sierpnia 1945 była zatrudniona w Teatrze Starym w Krakowie pod dyrekcją Ronarda Bujańskiego. 
Zagrała tam rolę Med w Żeglarzu Szaniawskiego. Od 1 września do 31 sierpnia 1946 pracowała w Teatrze Lalki i Maski Groteska w Krakowie. Od 1 września 1946 do 31 sierpnia 1947 pracowała w Państwowym Teatrze im. J. Słowackiego w Krakowie; dyrektorem był wtedy Juliusz Osterwa. Po śmierci Juliusza Osterwy wyjechała do teatrów w Bydgoszczy i Toruniu. 
W 1947/1948 występowała w Teatrze Polskim w Bydgoszczy.
Grała tam m.in. Ksantypę w sztuce Obrona Ksantypy Ludwika Morstina. Wilam Horzyca pisał tak: Sztukę Twoją reżyseruje p. Błońska (żona Kondrata), tęga reżyserka, o dość dużym doświadczeniu scenicznym. Józef Kondrat będzie grał Sokratesa, natomiast Ksantypę gra Klimczakówna, którą może znasz z Krakowa, gdzie uchodziła za jedną ze zdolniejszych z młodego pokolenia.... Za tę rolę dostała dobre recenzje - Celina Klimczakówna z godną uznania umiejętnością i z dużym taktem artystycznym wydobyła liryczne możliwości roli. Ujrzeliśmy młodą dziewczynę ˌˌpoważnie myślącąˈˈ, zatroskaną czy sprosta roli żony człowieka nie z tego świata, ujmujący sposób bycia, ujmujący śpiew, duża a nie narzucająca się kultura gestu .... Inna recenzja z tego okresu - Zgromadzoną publiczność rozgrzał „Świerszcz za kominem”. Oklaski miały nienotowaną temperaturę. W tym przedstawieniu Dickensa grała rolę córki Kaleba. Od 1 września 1948 do 31 sierpnia 1949 roku była zatrudniona w Teatrze Wilama Horzycy (dawniej Teatrze Ziemi Pomorskiej) w Toruniu. Grała tam m.in. w Żołnierzu, Lisim Gnieździe, Strzałach na Długiej jako Lola, Maszeńce jako Nina Aleksandrówna, w Kobiecie we mgle jako Krystyna.
Jej pierwszą rolą filmową był udział w obrazie Za wami pójdą inni Antoniego Bohdziewicza, który został nakręcony w 1949 roku.
Od 1 września 1949 do 30 września 1959 występowała w Państwowym Teatrze Powszechnym, jednym z trzech teatrów w Łodzi w tym czasie. Została zaangażowana przez dyrektora Karola Adwentowicza. Grała w Niemcach Kruczkowskiego w roli Lizy, w Przyjaciołach Uspieńskiego w roli lotniczki, w Moralności pani Dulskiej jako Hanka, w Zwykłej Sprawie jako Hotchkins, Czarnieckim i jego żołnierzach jako Hanka. Recenzja z przedstawienia Las: Zadziwiająco głęboką postać tworzy Celina Klimczak (Aksjusza). Jest w tej postaci ciepło, prostota, szlachetność, dziewczęca marzycielskość, i bezradność, ale też mądrość i godność. Sceny rozmów Gurymskiej z Aksjuszą należą do sztuki aktorskiej najwyższego poziomu.
W 1955 roku urodziła się jej córka. W sezonie 1959/1960 pracowała w nowo powstałym Teatrze Nowym w Zabrzu.
Pierwszym przedstawieniem była Maria Stuart Juliusza Słowackiego – Młody kierownik artystyczny i reżyser w jednej osobie - Danuta Bleicherówna – młody zespół aktorski, a dojrzałe interesujące przedstawienie. Było w nim wiele świeżości, oryginalnych pomysłów interpretacyjnych i sytuacyjnych, dobrze popisała się odtwórczyni głównej roli - Celina Klimczakówna.
Od 1 października 1961 do 28 maja 1964 występowała w Rzeszowie w Państwowym Teatrze im. Wandy Siemiaszkowej. W Teatrze Siemaszkowej w Rzeszowie występowała m.in. jako Elwira w przedstawieniu Mąż i żona Fredry i jako Medea Eurypidesa (w sezonie 1962). Jednego dnia zobaczyłem Medeę Eurypidesa. Teatr wystawił tę tragedię z konieczności, wyzyskując fakt, że ma w zespole aktorkę, zdolną do udźwignięcia roli tytułowej, a mianowicie Celinę Klimczkównę. Istotnie Klimczakówna nie tylko udźwignęła rolę, ale pokazała Medeę wstrzemięźliwą i zdyscyplinowaną, godną, autentyczną, miejscami wzruszająco tragiczną. Właściwie jest to jej wielki monolog, przerywany tylko wtrętami Jazona (Witold Gruszecki), Kreona (Wincenty Zawirski) i nieustannie obecnej Niespokojnej Dziewczyny (Ireny Chudzikówny).
Od 29 maja 1964 przeniosła się na stałe do Łodzi gdzie występowała do końca życia w Państwowym Teatrze Nowym. Występowała m.in. w sztukach reżyserowanych przez Kazimierza Dejmka. Była członkiem Stowarzyszenia Polskich Artystów Teatru i Filmu (ZASP) sekcji dramatycznej od 1937 roku. Pochowana na cmentarzu Rakowickim w Krakowie.

## Odznaczenia
Odznaczona Złotym Krzyżem Zasługi (1 października 1977). W lipcu 1977 otrzymała Honorową Odznakę Miasta Łodzi nadawaną przez Biuro Rady Narodowej Miasta Łodzi.

## Filmografia

### Filmy
| Rok  | Tytuł                       | Rola                       | Uwagi                                                                         |
| ---- | --------------------------- | -------------------------- | ----------------------------------------------------------------------------- |
| 1977 | Ciuciubabka                 | kioskarka                  |                                                                               |
| 1977 | Pokój z widokiem na morze   | matka Michała Jurkowskiego |                                                                               |
| 1975 | Koniec babiego lata         | Zosia, ciotka Józka        |                                                                               |
| 1975 | Wieczór u Abdona            | Kobieta Podróżna           |                                                                               |
| 1975 | Czerwone i białe            | wdowa                      |                                                                               |
| 1974 | Zapis zbrodni               | matka Kazka                |                                                                               |
| 1974 | Dwoje bliskich obcych ludzi | kasjerka Jadzia Majewska   |                                                                               |
| 1972 | Palec Boży                  | matka                      |                                                                               |
| 1955 | Ucieczka                    | matka                      |                                                                               |
| 1954 | Kariera                     | nauczycielka               |                                                                               |
| 1951 | Pierwsze dni                | nauczycielka Marysia       |                                                                               |
| 1951 | Młodość Chopina             | chłopka, siostra Ani       |                                                                               |
| 1949 | Za wami pójdą inni          | zecerka Katarzyna          | Pierwszy tytuł Drukarnia na Grzybowskiej. Rolę Władka grał Adam Hanuszkiewicz |

### Seriale
- 1974 Siedem stron świata (odc. 6)
- 1973 Droga (Stara Lewandowska, matka doktor Marii)
- 1970 Doktor Ewa

## Teatr (wybór)
| Rok     | Tytuł                                             | Rola                                      | Teatr                                               | Uwagi                                                                                       |
| ------- | ------------------------------------------------- | ----------------------------------------- | --------------------------------------------------- | ------------------------------------------------------------------------------------------- |
| 1935    | Stare wino szumi                                  | Lissa (rola pokojówki)                    | Teatr Miejski. im Juliusza Słowackiego, Kraków      | W ramach cyklu przedstawień z Kazimierzem Junoszą-Stępowskim, włoska komedia                |
| 1936    | Krakowiacy i Górale                               | Zosia, przyjaciółka Basi                  | Teatr Miejski. im Juliusza Słowackiego, Kraków      |                                                                                             |
| 1937/38 | Woźny i minister                                  | Mona Courtois, dziennikarka               | Teatr Miejski Z.A.S.P. w Grodnie                    | Teatr objazdowy ziemi grodzieńskiej i białostockiej                                         |
| 1937/38 | Ciotka Karola                                     | Ella Delahay                              | Teatr Miejski Z.A.S.P. w Grodnie                    |                                                                                             |
| 1937/38 | Walący się dom                                    | Panna Jadzia                              | Teatr Miejski Z.A.S.P. w Grodnie                    |                                                                                             |
| 1937/38 | Dzieje grzechu                                    | Kelnerka                                  | Teatr Miejski Z.A.S.P. w Grodnie                    |                                                                                             |
| 1937/38 | Mąż z grzeczności                                 | Honorata, służąca                         | Teatr Miejski Z.A.S.P. w Grodnie                    |                                                                                             |
| 1937/38 | Gdzie diabeł nie może (R. Niewiarowicz)           | Wązdecka                                  | Teatr Miejski Z.A.S.P. w Grodnie                    |                                                                                             |
| 1938/39 | Szesnastolatka (Filip i Aimee Stuartowie)         | Irena                                     | Teatr Wołyński im. Juliusza Słowackiego             | Teatr objazdowy                                                                             |
| 1938/39 | Dziewczyna z lasu (Jerzy Szaniawski)              | Anna                                      | Teatr Wołyński im. Juliusza Słowackiego             |                                                                                             |
| 1938/39 | Królowa przedmieścia (K. Krumłowski)              | Mania                                     | Teatr Wołyński im. Juliusza Słowackiego             | Komedia muzyczna                                                                            |
| 1945    | Mąż doskonały (Jerzy Zawiejski)                   | Iitani                                    | Teatr i studio „Stary Teatr”, Kraków                | Przedstawienia od 1 kwietnia 1945                                                           |
| 1945/46 | Żeglarz (Jerzy Szaniawski)                        | Med                                       | Teatr i studio „Stary Teatr”, Kraków                |                                                                                             |
| 1945/46 | Dom otwarty (Michał Bałucki)                      | Kamila                                    | Teatr im. Juliusza Słowackiego, Kraków              | Opracowanie sceniczne Juliusz Osterwa                                                       |
| 1947/48 | Obrona Ksantypy (Ludwik Hieronim Morstin)         | Ksantypa                                  | Teatr Miejski w Bydgoszczy, Bydgoszcz               | Rola z Józefem Kondratem                                                                    |
| 1947/48 | Świerszcz za kominem (Charles Dickens)            | Córka Kaleba                              | Teatr Miejski w Bydgoszczy, Bydgoszcz               | Rola z Jerzym Kordowskim                                                                    |
| 1948/49 | Lisie gniazdo (Lilian Hellman)                    | Birdie Hubbarda                           | Teatr Ziemi Pomorskiej, Toruń                       | Reżyseria Leonia Barwińska                                                                  |
| 1948/49 | Żołnierz i bohater (Florian Sobieniowski)         | Raina                                     | Teatr Ziemi Pomorskiej (dyr. Aleksander Rodziewicz) |                                                                                             |
| 1950/51 | Przyjaciele (Byli tri druzja) (Andrzej Uspieński) | Aleksandra Kurnikowa, lotnik podbiegunowy | Państwowy Teatr Powszechny, Łódź                    | Premiera 7 grudnia 1950, reżyseria Zygmunt Urbański, rzecz dzieje się w Moskwie w 1947 roku |
| 1950/51 | Eugenia Grandet (Honoriusz Balzak)                | Eugenia                                   | Państwowy Teatr Powszechny, Łódź                    | Reżyseria Krzysztof Opaliński                                                               |
| 1954/55 | Las (Aleksandr Nikołajewicz Ostrowski)            | Aksjusza                                  | Państwowy Teatr Powszechny, Łódź                    |                                                                                             |
| 1966/67 | Śluby panieńskie (Aleksander Fredro)              | Pani Dobrójska                            | Państwowy Teatr Nowy, Łódź                          | Premiera 16 lutego 1967, reżyseria Tadeusz Bryski                                           |

### Teatr TV
- 1979: Czerwone róże dla mnie, jako pani Breydon
- 1974: Biografia (Behrman S.N.), jako Minnie
- 1974: Mienie, jako wdowa Arwa, matka Marii
- 1973: Powroty
- 1971: Jesień
- 1970: Chłopi, jako Kowalowa
- 1969: Rewizor
- 1967: Ziemia obiecana, jako chłopka
- 1965: Dragon, jako Szuster E.